# 11508 Штольте
11508 Штольте (11508 Stolte) — астероїд головного поясу, відкритий 12 жовтня 1990 року.
Тіссеранів параметр щодо Юпітера — 3,302.